# Florin Halagian
Florin Halagian (* 7. März 1939 in Bukarest; † 12. August 2019) war ein rumänischer Fußballspieler und -trainer. Er stand in mehr als 850 Spielen der höchsten rumänischen Fußballliga, der Divizia A, an der Seitenlinie.

## Karriere
Nachdem er im Jahr 1969 seine Laufbahn als aktiver Fußballspieler beendet hatte, begann Halagian seine Karriere zu Beginn des Jahres 1972 als Nachfolger von Titus Ozon beim FC Argeș Pitești. Bereits nach einem halben Jahr führte er den Klub zur Meisterschaft 1972. Im anschließenden Europapokal der Landesmeister schied er mit seiner Mannschaft in der zweiten Runde gegen Real Madrid aus, nachdem das Hinspiel mit 2:1 gewonnen worden war. Nach einem dritten Rang 1972/73 konnte er in den nächsten Jahren nicht an diese Erfolge anknüpfen und rutschte mit dem FC Argeș ins Mittelfeld ab. In die Erfolgsspur fand er in der Saison 1977/78 zurück, als er die Vizemeisterschaft hinter Steaua Bukarest erringen konnte. Ein Jahr später folgte mit der Meisterschaft 1979 sein zweiter Titel. Im Mai 1979 durfte er im EM-Qualifikationsspiel gegen Zypern einmalig die rumänische Nationalmannschaft betreuen.
Im Sommer 1981 verließ Halagian Argeș nach fast zehn Jahren und übernahm den Ligakonkurrenten FC Olt Scornicești. Mit seinem neuen Klub verpasste er in der Saison 1981/82 knapp die Qualifikation zum UEFA-Pokal. In den beiden folgenden Spielzeiten platzierte er sich im Mittelfeld. Im Sommer 1984 wurde er als Nachfolger von Emerich Jenei Cheftrainer des Rekordmeisters Steaua Bukarest. Im Oktober 1984 musste er wieder seinem Vorgänger weichen. In der Winterpause 1984/85 verpflichtete ihn Ligakonkurrent FC Universitatea Craiova. Er verpasste die Qualifikation zum UEFA-Pokal und wurde durch seinen Vorgänger Mircea Rădulescu ersetzt.
Nach vier Jahren kehrte Halagian im Sommer 1985 zum FC Argeș zurück. Nach acht Spieltagen löste ihn Leonte Ianovschi ab, ehe er in der Winterpause 1985/86 wieder das Zepter übernahm. Er führte den Klub ins obere Mittelfeld und klopfte in der Spielzeit 1986/87 an die Tür zum UEFA-Pokal, verpasste diesen aber hinter den punktgleichen Teams Sportul Studențesc und Universitatea Craiova. Die Saison 1987/88 endete auf einem Platz im Mittelfeld. Anschließend wechselte Halagian zu AS Victoria Bukarest und übernahm die rumänische Olympiamannschaft. Mit Victoria qualifizierte er sich für den UEFA-Pokal 1989/90, wo er mit seinem Team in der ersten Runde dem FC Valencia unterlag.
Nachdem Victoria infolge der rumänischen Revolution während der Winterpause 1989/90 aufgelöst worden war, blieb Halagian bis Frühjahr 1991 ohne Verein, ehe ihn Dinamo Bukarest als Nachfolger von Gheorghe Mulțescu verpflichtete. Er führte den Verein in den UEFA-Pokal. Ein Jahr später gewann er mit der Meisterschaft 1992 seinen dritten Titel. Im Oktober 1992 musste er Alexandru Moldovan weichen, dem er selbst im Mai 1993 nachfolgte. Am Saisonende erreichte er die Vizemeisterschaft hinter Steaua Bukarest. Nach einem dritten Platz 1993/94 verließ er den Klub und heuerte beim Ligakonkurrenten FC Inter Sibiu an. Die Spielzeit 1994/95 schloss er auf einem Platz im Mittelfeld ab und verließ Sibiu wieder.
Ende September 1995 wurde Halagian als Nachfolger von Marian Bondrea Cheftrainer beim FC Național Bukarest. Er schloss die Saison 1995/96 als Vizemeisterschaft hinter Steaua Bukarest ab. Diesen Erfolg konnte er ein Jahr später wiederholen. Im Oktober 1997 verließ er den Klub. Zwei Monate später heuerte er beim Ligakonkurrenten FCM Bacău an, der auf einem Abstiegsplatz stand. Nach dem Klassenerhalt 1998 qualifizierte er sich in der Spielzeit 1998/99 mit seinem Klub für den UI-Cup, wo er schon in der ersten Runde gegen den armenischen Vertreter FC Ararat Eriwan ausschied. Daraufhin trennte sich der Klub von ihm. Ende August 1999 holte ihn neuerlich der FC Argeș nach Pitești. In der Winterpause verließ er den Klub trotz eines zweiten Platzes zum Ligakonkurrenten FC Brașov. Diesen führte er zum Klassenerhalt, im Sommer 2000 trennten sich die Wege wieder.
Im September 2000 wurde Halagian Cheftrainer von Ceahlăul Piatra Neamț. Er übernahm die Mannschaft auf dem letzten Platz und stellte bis zur Winterpause den Anschluss an die Nichtabstiegsplätze her, musste zur Winterpause aber dennoch Florin Marin weichen. Im September 2001 verpflichtete ihn abermals der FC Argeș, den er auf dem vorletzten Platz übernahm und zum Klassenerhalt 2002 führte. Zu Beginn der Spielzeit 2002/03 geriet der Verein erneut in den Tabellenkeller und trennte sich nach acht Spieltagen von Halagian.
In den folgenden Jahren sprang Halagian nur noch gelegentlich für wenige Spiele als Trainer ein. Seit April 2011 war er sportlicher Leiter von Gloria Bistrița in der Liga II.

## Erfolge
- Rumänischer Meister: 1972, 1979, 1992
- Rumänischer Vizemeister: 1978, 1993, 1996, 1997